# Escut de Vic
L'escut oficial de Vic té el següent blasonament:
Escut caironat quarterat en sautor: 1r i 4t d'or, 4 pals de gules; 2n i 3r d'argent, una creu abscissa de gules. Per timbre, una corona de comte.

## Història
Va ser aprovat el 8 de juny de 1995 i publicat al DOGC el 23 del mateix mes amb el número 2066.
Escut tradicional de la ciutat des de temps medievals. Quan Guifré el Pelós va repoblar la localitat (l'any 878), que havia estat destruïda arran de la invasió islàmica el 788, es va quedar amb la ciutat alta, amb el castell construït sobre el temple romà, i va deixar la part baixa per a l'església, per reconstituir-hi la seu episcopal. Des de llavors, la ciutat va ser governada pels bisbes i per la Corona (això és el que representa la creu llatina i les armes reials de l'escut), representada pels Montcada, senyors del castell. El 1356 va esdevenir el centre del comtat d'Osona, i això es reflecteix en la corona.